# Battleaxe hadművelet
A Battleaxe hadművelet (magyarul: csatabárd, eredeti fedőneve: Operation Brusier, olykor sollumi csatának is nevezik) a szövetségesek egy katonai vállalkozása volt Észak-Afrikában a második világháború során. Ez volt a második kísérlet arra, hogy a tengelyhatalmak által 1941 áprilisa óta ostromolt Tobrukot felmentsék. A hadművelet mindössze három nap után kudarcba fulladt, a brit 8. hadsereg magas veszteségeket szenvedett el páncélosokban és hadianyagban, és végül épphogy csak el tudta kerülni a bekerítést és megsemmisülést. A kudarc következtében Archibald Wavellt visszahívták a közel-keleti főparancsnokság éléről, és Claude Auchinlecket nevezték ki a helyére.

## Előzmények
Olaszország 1940. június 10-én hadat üzent Franciaországnak és Nagy-Britanniának. Az olasz diktátor, Benito Mussolini rövid háborúra számított, és abban bízott, hogy a németekkel való szövetség révén Olaszország egyes területi igényeit ki tudja elégíteni. Észak-Afrikában ez részben az olasz gyarmat, Líbia nyugati irányú, francia kézen lévő Tunézia kárára történő megnagyobbításából állt. Kelet felé pedig Egyiptom és a stratégiai jelentőségű Szuezi-csatorna feletti ellenőrzésre, valamint a kelet-afrikai gyarmataikkal való közvetlen szárazföldi összeköttetés kialakítására törekedtek. Miután Franciaország a nyugati hadjáratban vereséget szenvedett, és Tunézia a szövetséges Vichy-Franciaországhoz tartozott, az észak-afrikai olasz expanziós célok teljesen egészében Egyiptomra helyeződtek át. Olaszország végül 1940. szeptember 9-én a 10. hadseregével bevonult Egyiptomba, amivel megkezdődött a háború Észak-Afrikában.

## Az észak-afrikai hadszíntér
Az invázió azonban kevésbé zajlott sikeresen, és a csapatok rossz ellátása és felszerelése miatt a líbiai-egyiptomi határtól picivel több, mint 100 km-re már elakadt. December 8-án a szövetségesek Compass hadművelet (Operation Compass) néven ellentámadást indítottak. Az eredetileg csak pár naposra tervezett, az olaszok Egyiptomból való kiűzésére irányuló hadművelet olyannyira sikeresnek bizonyult, hogy az előrenyomulás egészen a líbiai határig folytatódott. 1941. február elejéig a szövetséges csapatok El Agheilával bezárólag elfoglalták Kireneikát, és az olasz 10. hadsereget majdnem teljesen felmorzsolták.
Olasz-Líbia teljes bevétele mindenesetre elmaradt, mert az Észak-Afrikában lévő szövetséges csapatok egy részét a németek által 1941 áprilisában meghirdetett balkáni hadjáratban kellett védekezésül bevetni. Mialatt a szövetségesek 1941 februárjától csapatokat vontak el Görögország védelmére, Németország az úgynevezett Napraforgó hadművelet (Unternehmen Sonnenblume) keretében titokban elindította első csapatrészeit Tripoliba, és megalapította a Német Afrikakorpsot. Mindössze pár héttel megérkezésük után az Erwin Rommel vezette Afrikakorps az olasz hadosztályokkal közösen Líbiában újra támadásba ment át, mire a kevés és túlnyomórészt tapasztalatlan szövetséges csapatok sietősen kivonultak Kireneikából.
Április folyamán a tengelyhatalmak ismét előretörtek az egyiptomi határon fekvő Halfaya-hágóig. Mindössze a stratégia jelentőséggel bíró tengeri kikötőt, Tobrukot tartotta továbbra is szövetséges helyőrség. Miután 1941 áprilisában és május elején egy sor Tobruk elleni támadás kudarcot vallott, korlátos erőforrásai kímélése céljából Rommel a város hosszabb ostromára rendezkedett be. Ezzel egy időben a szövetségesek Archibald Wavell vezette Közel-keleti főparancsnoksága megkezdte egy ellentámadás tervezését és előkészítését, hogy a Kireneika feletti ellenőrzést visszaszerezzék és az ostromlott várost felmentsék. Az első ellentámadás – Operation Brevity néven – már május 15-én megkezdődött, azonban alig tudott többet elérni, mint a Halfaya-hágó visszafoglalását, és azt is csak május 27-ig. Időközben (1941. május 20. és június 1-je között) zajlott a krétai csata, ami német siker esetén a tengelyhatalmak légi támogatását és ellátását jelentősen javíthatta. Friedrich Paulus egy, Ultra által elfogott, rádióban elhangzott kijelentésére alapozva – amiben a Rommelnél tett frontlátogatásáról számol be, és Tobruk előtti helyzetét gyengének ítéli meg – a szövetségesek abból indultak ki, hogy egy nagy ívű támadással az Afrikakorpsot gyorsan meg tudják verni.

## Előkészületek a támadásra

### A szövetségesek tervei
Archibald Wavell május 28-án adta ki a parancsot a Battleaxe hadműveletre. Három támadóékkel számolt: az elsőnek a part mentén a Halfaya-hágóig, a másodiknak a meredek hegyoldal mentén Fort Cappuzzoig és Sollumig, a harmadiknak pedig a Hafid-hegygerinchez és az ott feltételezett német páncélos erőkhöz kellett előrenyomulnia. Ezeket kellett ezután az utóbbi két támadóék közé szorítani, és megsemmisíteni. Amint a közvetlenül a fronton tartózkodó ellenséges erőket legyűrték, a szövetséges hadsereg észak felé menetel tovább, és nekilát Tobruk felszabadításához. Az ezt követő hetekben végül egész Kireneikát el kellett foglalniuk.
A hadművelet támogatására erős légi kötelékeket helyeztek át Észak-Afrikába. Ezeknek kellett a szárazföldi offenzíva megkezdése előtt három nappal az ellenség utánpótlásvonalait, illetve Bengázit, a tengelyhatalmak legfontosabb utánpótláskikötőjét támadniuk. Noel Beresford-Peirse vezérőrnagy, a XIII. hadtest parancsnoka kapta a hadművelet operatív irányítását. Frank Messervy vezérőrnagy parancsnokolta mindkét gyalogsági támadó éket a hadműveleti terület keleti, Michael O’Moore Creagh vezérőrnagy pedig a 7. páncéloshadosztályt és az azt támogató erőket a nyugati részén. A hadművelet kezdetéül eredetileg június 7-ét jelölték meg, ám végül el kellett tolni 15-re, mert a támadáshoz tervbe vett új páncélosok csak június 9-én érkeztek be egyáltalán Alexandriába.

### A tengelyhatalmak előkészületei
Az 1941 májusi Brevity hadművelet, a szövetségesek Tobruk felmentésére tett sikeretlen első kísérlete után Rommel számára világossá vált, hogy milyen sebezhető a líbiai-egyiptomi határ mentén fekvő frontvonal. Megerősítéséhez további aknamezőket és tankelhárító állásokat létesített a tengerparti út mentén. A határ védelmét délen a 15. páncéloshadosztálynak kellett átvennie. Elfogott és tévedésből kódolatlanul küldött brit rádióforgalomból Rommel június 8-án értesült a küszöbönálló második szövetséges offenzíva terveiről. Erre reagálva az 5. könnyű hadosztályt a Tobruktól délre fekvő állásokba helyezte át, hogy szükség esetén, mint mozgó tartalék gyorsan bekapcsolódhasson a frontvonalon zajló lehetséges harcokba. Az offenzíva kezdetét megelőző éjszakán Rommel a tüzérséggel intenzíven lövette Tobrukot, hogy az ottani helyőrség harcokba való esetleges beavatkozását megakadályozza.

## Részt vevő erők

### Szövetségesek
Míg a hadművelet tervezése az észak-afrikai brit főparancsnok, Archibald Wavell vezetése alatt zajlott, addig a XIII. hadtest feletti operatív irányítást végül Noel Beresford-Peirse vezérőrnagy vitte. A Fort Capuzzora és a Halfaya-hágóra irányított támadóékeket Frank Messervy vezérőrnagy vezette, míg a páncélos erők nagy részét – amik a Hafid-hegygerincet megcélzó támadóékekben gyűltek össze – Michael O’Moore Creagh vezérőrnagy parancsnoksága alatt álltak. A szárazföldi csapatok összesen 20.000 embert és kb. 190 páncélost foglaltak magukba, melyekből nagyjából 90 db Cruiser tank volt (kb. 40 régebbi Cruiser MKI–IV modell, illetve 50 újabb MKVI modell). A 4. indiai gyalogoshadosztály és a 7. páncéloshadosztály is létszámhiánnyal küzdött. A 4. indiai hadosztálynak csak az egyik dandárja volt meg (a 11. indiai gyalogosdandár), míg a másik kettő (a 7. és 4. indiai gyalogosdandár) Szíriában és Kelet-Afrikában állomásozott. Ezek kompenzálására rendelték melléjük a hadművelethez a 7. páncéloshadosztály 22. gárdadandárját, valamint 4. dandárját. A 7. páncéloshadosztálynak ennek megfelelően szintén csak két dandárja állt rendelkezésére a szokásos háromból.
Továbbá a haderőt a hadművelet során erős légierő, az úgynevezett Desert Air Force (Sivatagi Légierő) támogatta. Ez hat bombázó- és nyolc vadászszázadot (150 ill. 98 db repülőgép) foglalt magába Arthur Coningham parancsnoksága alatt, Maaten Baggush-i főhadiszállással.
- XIII. hadtest, Noel Beresford-Peirse vezérőrnagy (a harmadik napon Archibald Wavell)
  - 4. indiai gyalogoshadosztály, Frank Messervy vezérőrnagy
    - hadosztálykötelékek
    - 11. indiai dandár
    - 22. gárdadandár
    - 4. páncélozott dandár

  - 7. páncéloshadosztály, Michael O'Moore Creagh vezérőrnagy
    - hadosztálykötelékek
    - 7. páncélozott dandár
    - támogató csoport

### Tengelyhatalmak
A Kireneikában állomásozott csapatok nagy része Tobruk ostromával volt lekötve. A Líbia és Egyiptom közötti határvonal biztosítását az olasz „Trento” hadosztály és a német 15. páncéloshadosztály részei vették át. Ezen belül az olasz hadosztály Sollum/Fort Capuzzo térségének védelmét vette át, míg a páncéloshadosztály a határ mentén délre és nyugatra állomásozott. A stratégiailag fontos Halfaya-hágót egy vegyes német-olasz csapat tartotta, Wilhelm Bach százados parancsnoksága alatt, kb. 900 emberrel, ami a „Trento” hadosztályból (400 fő) és a 15. páncéloshadosztály 104. lövészezredéből (500 fő) állt össze. Az 5. könnyű hadosztályt Rommel röviddel a Battleaxe hadművelet előtt készenléti állásba helyezte át Tobruktól délre, amit így szükség esetén, mint mozgó tartalék be lehetett vetni. A tengelyhatalmak összesen picivel több, mint 13.000 embert tudtak bevetni a Battleaxe hadművelet ellen védekezésül, valamint 196 harckocsit (ebből 89 könnyű, 107 közepes és nehézpáncélos), 130 vadászgépet (60 német, 70 olasz) és 84 bombázót (59 német, 25 olasz).
- Német Afrikakorps, Erwin Rommel altábornagy
  - 15. páncéloshadosztály
  - 5. könnyű hadosztály
  - 102. „Trento” motorizált hadosztály

## A hadművelet lezajlása

### 1. nap
A Battleaxe hadművelet kezdetben a tervek szerint zajlott. A szövetséges légierő tervezett módon, folyamatosan támadta az ellenséges ellátóoszlopokat és reptereket. Az erős védőkíséret miatt a tengelyhatalmak eleinte csak elszórt ellentámadásokra voltak képesek. Összességében a három szövetséges támadóék teljesen akadálytalanul tudott előrenyomulni a tervezett támadási állásokba.

#### A Halfaya-hágó elleni támadás
1941. június 15-én, 5:15-kor, keleten a Reginald Savory brigádvezető irányította úgynevezett Coast Force (Parti Erő) megtámadta a tengelyhatalmak állásait a Halfaya-hágónál. A támadóék csúcsát a Highlander ezred 2. zászlóalja, illetve a 4. páncélosezred 13 páncélosa és egy tüzérségi üteg képezte. Ezt követte két indiai zászlóalj, a 4. páncélosezred kisebb részei és néhány 25 fontos löveg.
A brit tüzérségnek 5:40-kor kellett volna megnyitnia a tüzet a német és olasz csapatokra, hogy védelmet nyújtsanak az előretörő harckocsiknak és gyalogságnak, ám az üteg elakadt a lágy homokban. A támadást eleinte 6:00-ra tolták, végül azonban tüzérségi támogatás nélkül kezdték meg. A tengelyhatalmaknak jól kiépített állásaikban sikerült a Highlander ezred minden támadását visszaverniük. Különösen a 4. páncélosezred szenvedett súlyos veszteségeket, aminek a kezdeti 13 páncélosából délutánra már csak kettő volt bevethető. Az ezt követő csapatrészek támadásait is, súlyos veszteségeket okozva visszaverték.

#### Fort Capuzzo ostroma
A szövetségesek a stratégiai jelentőségű állást, Fort Capuzzot az első napon, déltájban érték el. Gyorsan sikerült legyűrniük a védőket és az erődöt bevenniük. A védők kénytelenek voltak a 15. páncéloshadosztály Capuzzotól északra fekvő állásaiba visszahúzódni. Rommel megtiltotta a nagyméretű ellentámadást. Sokkal inkább azonnali visszavonulás melletti, pontszerű, gyors támadássokkal kellett a briteket üldözésre késztetni. Ezzel az volt a célja, hogy a brit páncélosokat a saját csapataiktól elszakítsa, és egyenként semmisítse meg őket. Azonban a harcok első napján a szövetségesek elsősorban az állásaikat erősítették meg Fort Capuzzoban, így összességében mindkét fél számára csak csekély veszteségek melletti néhány összecsapásra került sor. A britek Fort Capuzzo-i döntésére válaszul Rommel áthelyezte az 5. könnyű hadosztályt Sidi Azeizbe, hogy ezzel a Sollum irányába történő lehetséges előretörésekre gyorsabban tudjon reagálni.

#### A Hafid-hegygerinc elleni támadás
A szövetségesek legdélebbi támadóékét új típusú Crusader páncélosokkal szerelték fel, és a 15. páncéloshadosztály Hafid-hegygerincen – valójában három, egymási melletti hegygerinc formációja – feltételezett állását kellett lerohannia. 9:00 körül érkeztek meg, és igencsak meglepődtek azon, hogy a hegygerincet főleg gyalogság és jól beásott páncélelhárító lövegek védik. A brit Crusader páncélosok, amiknek csak elégtelen, gyalogság elleni fegyverzete volt, az egyik első frontális támadásnál súlyos harcokba kerültek. A páncélelhárító lövegek kis távolságból két Crusadert ki tudtak lőni, amire a többi szövetséges páncélos gyorsan visszavonult.
Az első hegygerinc elleni következő támadás a szárnyakon történt. Bár a védők ettől meglepődtek, kezdetben ezt a támadást is sikerült kivédeniük. Ezt követően azonban visszavonultak a második hegygerinc irányába. A szövetséges harckocsik erre azonnal megkezdték a megvertnek hitt védők üldözését. Gyorsan világossá vált számukra azonban, hogy egy jól előkészített cselről van szó. A tengelyhatalmak páncélelhárító lövegei ugyanis nem sokkal a második hegygerinc mögött, az üldözök látótávolságán kívül, újra állást foglaltak. Amint a brit páncélosok áthaladtak a hegygerincen, a lövegek a lehető legkisebb távolságból tűz alá vették őket. Pár percen belül tizenegy Crusader páncélost lőttek ki és további hatot súlyosan megrongáltak. Ugyan a védők is súlyos veszteségeket szenvedtek, az üldözőknek mégis vissza kellett vonulniuk. Miután ezt követően a német 5. könnyű hadosztály még kb. 30 páncélosa közeledett nyugat felől, a szövetségesek számára világossá vált, hogy a hegygerinc bevétele ezen a napon nem fog sikerülni nekik. A beálló sötétség miatt végül minden további harcérintkezés befejeződött a napra.

### 2. nap
Már az első nap után világossá vált a szövetségesek számára, hogy az offenzíva egyértelműen elmarad a kitűzött céloktól. Mindössze Fort Capuzzo bevétele sikerült, miközben az összes többi cél elérése kudarcot vallott. Ezen kívül a szövetségesek mérhetetlen veszteségeket szenvedtek el páncélosokból: a 7. páncélos dandár a nap végén már csak 48 Cruiser harckocsival rendelkezett az eredeti 90-ből, a 4. páncélos dandár pedig 100 Matilda páncélosának mintegy felét elvesztette. Ennek ellenére Beresford-Peirse alig változtatott az eredeti hadműveleti terven. A 11. gyalogosdandárnak továbbra is meg kellett próbálnia bevenni a Halfaya-hágót, míg a 4. és 7. páncélos dandárnak a délre előrenyomuló német 5. könnyű hadosztályt kellett harapófogóba zárnia és felmorzsolnia.
Rommel ismételten tudott ezekről az elképzelésekről, és azt tervezte, hogy a könnyű hadosztályt tovább küldi délre, amíg végül Sidi Omarnál el nem fordulnak kelet felé, áttörnek az ellenséges vonalakon, és délnyugatról előrenyomulnak a Halfaya-hágóra. A 15. páncéloshadosztály ezalatt Fort Capuzzo előtt marad, hogy az ottani szövetséges csapatokat lekösse.

#### Halfaya-hágó
A második napon a 11. gyalogosdandár újra felvette a Halfaya-hágó elleni támadást, bár ismételten említésre méltó előbbre jutás nélkül. A nap folyamán mindössze a védőket sikerült bekeríteniük, és így minden utánpótlástól elvágniuk. Beresford-Peirse utasításai ellenére a megmaradt Matilda páncélosok nem lettek kivonva, hanem a védelmi vonal áttörésének esetére tartalékban maradtak a front mögött.

#### Fort Capuzzo-i ellentámadás
Reggel 6 órakor a 15. páncéloshadosztály parancsnoka, Walter Neumann-Silkow vezérőrnagy ellentámadásba kezdett a britek által előző napon elfoglalt Fort Capuzzo ellen. Két sorban állította fel a páncélosait, és két oldalról támadta meg Capuzzot. A támadás a kezdetektől rosszul zajlott. A harckocsik hirtelen brit 25 fontos ágyúk és Matilda páncélosok zárótűzébe kerültek, amik megerősített pozíciókban voltak beásva. Délelőtt 10 óráig 50 páncélos vált használhatatlanná, és a támadás végül 12 óra körül megtört. A szövetségesek ezt követően elfoglalták a sollumi kaszárnya területét, hogy megakadályozzák a támadók kitérését és lehetséges egyesülését a Halfaya-hágót védőkkel.

#### A nyugati szárnyon zajló csata
A második nap kezdetéig az 5. könnyű hadosztály délre, a Hafid-hegygerinc nyugati pereméhez tört előre. A frontvonaltól keletre a brit 7. páncélos dandár átlátta ezt a hadmozdulatot, és Sidi Omartól már a 7. támogató csoport is segítette. A déli irányú hadmozdulataik alatt mindkét haderő állandó csatározásokat folytatott, amik a szövetségeseket számára voltak kedvezőtlenek, bár a brit páncélosoknak sikerült egy sor páncél nélküli német járművet likvidálniuk. Mindazonáltal különösen a német páncélosok ellen keveset tudtak elérni. Az 5. könnyű hadosztály itt ismételten kihasználta páncélosainak számottevően nagyobb (kb. 2750 m-es) lőtávolságát. Nagy távolságra különösen a szövetségesek 25 fontos ágyúit vették tűz alá, így az ellenséges harckocsiknak támogatás nélkül kellett előrenyomulniuk. A brit páncélosok összehasonlításban kisebb lőtávolsága (mindössze kb. 460 m-től) ezután még elég időt biztosított a németeknek ahhoz, hogy őket is hatékonyan tűz alá lehessen venni. A brit tankoknak végül mégis sikerült elég közel kerülniük ahhoz, hogy a nehéz német harckocsik sietősen visszavonuljanak az elhárító lövegeik védelmébe, mialatt a könnyebb páncélosok egy oldalirányú kitérő- és átkaroló hadmozdulatot hajtottak végre. A nap folyamán a szövetségesek ily módon ismételten nagy páncélos veszteséget könyvelhettek el. A technikai meghibásodások miatti további kiesések az életidegen környezetben e fejleményt még tovább súlyosbították.
A nap végére a 7. páncélos dandárnak végül ki kellett válnia a harcokból. Egy utolsó német támadás 19 órakor további súlyos brit veszteségekkel végződött, és csak a beálló szürkület miatt fejeződött be.

### 3. nap
A harmadik napon, reggel 4:30-kor a német páncélos kötelékek végül átfogó támadásba mentek át. Míg az 5. könnyű hadosztály 6 órától a 7. páncélos dandárral találkozott össze, és 8 óráig Sisi Suleimanig űzte vissza, addig a 15. páncéloshadosztály elhagyta Fort Capuzzo előtti állásait, hogy attól délre, a Halfaya-hágóhoz törjön előre. Messervy vezérőrnagy a hadmozdulatot az állásai elleni további támadásként értelmezte, és a tervezettől eltérően ezért nem engedélyezte a 4. páncélos dandár áthelyezését délre, a 7. páncélos dandár megerősítésére. A folytatólagos támadások, illetve a kimaradó Fort Capuzzo-i erősítések Creagh vezérőrnagyot riadókészültségbe helyezték. Üzenetet küldött Beresford-Peirsének, a jelenlétét és parancsát kérve. Wavell, aki az üzenet megérkezésekor Beresford-Peirsénél tartózkodott, átvette a hadművelet parancsnokságát, és Creagh parancsnoki álláspontjához repült. A németek ezt a rádióbeszélgetést is lehallgatták, és megerősítette Rommelt a feltevésben, hogy a szövetséges csapatok közel állnak az összeomláshoz, és fokozni kellene a támadást.
Ebben az időpontban az 5. könnyű hadosztály és a 15. páncéloshadosztály, amik délnyugatról, illetve északnyugatról támadtak, már csak kb. 14 km távolságra voltak a Halfaya-hágótól. 10 órakor, keleti előrenyomulásuk során összetalálkoztak a 4. páncélos dandár megmaradt Matildáival, amik végül is egyesültek a 7. páncélos dandár és a 7. támogató csoport maradék Crusader páncélosával és tüzérségével. A harckocsik védőernyőt képeztek, hogy fedezzék a 22. gárdadandár és a 11. indiai gyalogosdandár visszavonulását Creaghs parancsnoki posztjára.
10:45-kor Messervy felvette rádión a kapcsolatot Creaghgel. Ezúttal a teljes rádióbeszélgetés hindiül folyt, mert mindkét parancsnok gyanította, hogy a rádióforgalmat a németek lehallgatják. Messervy közölte, hogy gyalogságának azt a parancsot adta, hogy Capuzzoból vonuljon vissza a Halfaya-hágóra. Wavell és Beresford-Peirse, akik dél körül érkeztek meg a parancsnoki posztra, látva a helyzet komolyságát, jóváhagyták a visszavonulást. A brit páncélosoknak végül sikerült a német előrenyomulást kellően hosszan feltartóztatni ahhoz, hogy a kísérő gyalogságnak lehetővé tegyék a visszavonulást a Halfaya-hágó mögé.

## Következmények
Már néhány órával az offenzíva megkezdése után világossá vált, hogy a szövetségesek a tengelyhatalmak ellenállását egyértelműen alábecsülték. A Rommel által csak pár héttel korábban elrendelt megerősítése a frontvonalnak, illetve mindkét páncéloshadosztály rugalmas pozícionálása lehetővé tette, hogy a támadást relatíve jól fölfogják. A lehallgatott szövetséges rádióforgalommal Rommel folyton fontos taktikai előnyre tett szert, ami lehetővé tette számára, hogy már a második napon magához ragadja a kezdeményezést. Csupán a helyzet helyes megítélése és a harmadik napi visszavonulás akadályozta meg a szövetséges csapatok körbezárását és megsemmisítését.
Archibald Wavellt a hadművelet kudarcának következményeként felelősségre vonták, és át kellett adnia az észak-afrikai hadszíntér főparancsnoki pozícióját Claude Auchinlecknek. Erwin Rommelt nem utolsósorban az 1941. júliusi brit offenzíva sikeres kivédése miatt a páncélos erők tábornokává léptették elő.
A britek megtapasztalhatták Crusader páncélosaik harci erejét. Fegyverzete (40 mm-es ágyú és az ezzel járó robbanógránát hiánya) miatt hiányzott a képessége, hogy a német páncélelhárító ágyukkal hatékonyan szembe tudjon szállni. Gyenge saját páncélzata következtében a Crusader a német páncélelhárító fegyvereknek majdnem teljesen ki volt szolgáltatva.
A később megalkotott Crusader III ezért erősebb ágyút kapott, amivel megközelítette a német Panzer III J és Panzer IV F2 harcerejét.
Az olasz M11/39 és M13/40 harckocsikon a Crusader túltett.

## Fordítás
- Ez a szócikk részben vagy egészben  az   Operation Battleaxe című német Wikipédia-szócikk ezen változatának fordításán alapul.  Az eredeti cikk szerkesztőit annak laptörténete sorolja fel. Ez a jelzés csupán a megfogalmazás eredetét és a szerzői jogokat jelzi, nem szolgál a cikkben szereplő információk forrásmegjelöléseként.